# Lateinische Metrik
Die lateinische Metrik oder Verslehre gründet auf der griechischen Metrik und beruht wie sie auf der geregelten Abfolge kurzer und langer Silben, der Grundeinheit der Metrik. Sie ist also quantitierend. In diesem Artikel werden ausschließlich die Fragen der Silbenmessung im Lateinischen behandelt. Alles Weitere ist in den Artikeln Verslehre, Versfuß und in den Artikeln zu einzelnen Versen aufzusuchen.

## Lange und kurze Vokale
Im Lateinischen ist die Vokallänge (Quantität) (wie im Deutschen) distinktiv (wortunterscheidend). Das heißt, es können Wortpaare vorkommen, deren Glieder sich nur durch die Quantität (lang oder kurz) eines Vokals unterscheiden. Im Deutschen sind das zum Beispiel die Paare fahl/Fall, stählen/stellen, ihnen/innen, rußen/Russen und Düne/dünne. Beispiele für das Lateinische sind: cecidi ‚ich fiel‘ / cecīdi ‚ich fällte‘ und os ‚Knochen‘ / ōs ‚Mund‘. Im Unterschied zum Deutschen, das akzentuierende Verse kennt, beruht aber im Lateinischen (und Griechischen) auf dieser Unterscheidung der Versrhythmus.

### Vokalkombinationen
Die Diphthonge ae [ai], oe [oi], au und eu [eu] sind immer lang (und damit die Silbe, die sie enthält). Wie im Deutschen zählen sie nur eine Silbe.
Alle anderen Verbindungen von Vokalen bilden zwei Silben. Beispiel: te-ne-at (3 Silben), mo-nu-it (3 Silben), ma-ri-um (3 Silben), con-stan-ti-a (4 Silben).
Eine scheinbare Ausnahme bildet die Zeichenfolge qu, zum Beispiel in qua-li-tas ‚Eigenschaft‘. Hier bezeichnet das u jedoch keinen eigenständigen u-Vokal, sondern einen labiovelaren Halbvokal wie er im Englischen anzutreffen ist, z. B. in Worten wie question oder das w allgemein im Englischen im Gegensatz zum Deutschen. Dabei ist darauf zu achten, dass qualitas nicht analog zum Deutschen, wo das (lateinische) Fremdwort Qualität als Kwalität [kvaliˈtɛːt], ausgesprochen wird, sondern bei einem labialisierten Velar verbleibt: [kʷaliˈtɛːt].
Steht zwischen zwei Vokalen eine Morphemgrenze, so bilden sie auch dann zwei Silben, wenn sie eigentlich einen Diphthong bilden müssten: me-us (2 Silben, das -e- gehört zum Wortstamm, das -u- zur Endung).

### Vocalis ante vocalem corripitur
In einer zweisilbigen direkten Aufeinanderfolge von Vokalen ohne Konsonant dazwischen ist der erste Vokal kurz.
Beispiele:
- Bei puella ist das u kurz, da es vor einem Vokal, dem e, steht. (Die anderen Vokale sind hier ebenfalls kurz, es sei denn, puella steht im Ablativ; jedoch ist die zweite Silbe el lang, weil durch das l der darauffolgenden Silbe la Positionslänge erzeugt wird und deswegen auf ihr die Betonung des Wortes liegt.)
- Das corripitur (wird erfasst, d. h. zusammengerafft) kann z. B. sehr schön durch eine langvokalische Konjugation verdeutlicht werden. Obwohl das lange i, z. B. in audīre (hören), der langvokalischen i-Konjugation den Namen gibt, auch im Imperativ audī (höre!) ein langes i hat, verkürzt es sich im Konjunktiv Präsens: audiās (mögest du hören) zu einem kurzen i, da es vor einem Vokal steht.

Ausnahmen
- In den Fällen, wo ein Vokal vor einem Vokal nicht kurz, sondern lang ist, z. B. das i bei totīus oder unīus (die Betonung dieser Wörter liegt dann auch auf diesem i), wird es aber in der Dichtung oft gekürzt. So misst z. B. Vergil in seinem Werk Aeneis das i bei unius mal kurz und mal lang.
- Das i in fierī ist regelmäßig lang, selbst wenn ein Vokal darauf folgt (fīō, fīunt etc.), außer darauf folgt -er oder -en.[1]
- Die Regel gilt nicht für den Genitiv und Dativ von Nomen der e-Deklination, wenn unmittelbar dafür ein i steht, wie etwa aciēī.
- Fremdwörter aus anderen Sprachen, besonders aus dem Griechischen, unterliegen nicht dieser spezifisch lateinischen Regel. Beispiel: Ŏdŭsīă (von Ὀδύσσεια).

## Lange und kurze Silben
Eine Silbe ist im Lateinischen lang, wenn
- ihr Vokal lang ist (dann spricht man von Naturlänge), oder wenn
- zwischen ihrem Vokal und dem Vokal der nächsten Silbe mehr als ein Konsonant liegt (Positionslänge); dabei zählt ein Doppelkonsonant wie zwei Konsonanten.

Eine Silbe ist kurz, wenn
- keine der oben genannten Bedingungen zutrifft.

Die letzte Silbe eines Wortes am Versende, für die diese Regel nicht geschrieben ist, spielt in der antiken Dichtung hinsichtlich ihrer Länge keine Rolle.
Beispiele:
Das Wort ascendere hat vier Silben. Im Schriftbild, wo auch Vorsilben und Wortbestandteile maßgebend sind, wird es so getrennt: a-scen-de-re. Man muss gar nicht die Trennung nach Sprechsilben (diese ist: as-cen-de-re) richtig vollziehen, um unter Anwendung obiger Regel die Länge der Silben richtig bestimmen zu können. Die erste Silbe ist lang, weil zwischen a (Vokal der ersten Silbe) und e (Vokal der zweiten Silbe) zwei Konsonanten stehen (-sc-). Die zweite Silbe ist aus demselben Grund lang (-nd-). Die dritte Silbe ist kurz: erstens ist das -e- ein kurzes -e- und zweitens liegt zwischen dem Vokal der dritten Silbe und dem Vokal der letzten Silbe nur ein Konsonant: -r-. Die letzte Silbe ist kurz, weil der Vokal kurz ist und kein Konsonant folgt. In Bezug auf die Dichtung aber ist die letzte Silbe eines Wortes dann unerheblich, wenn sie am Versende vorkommt, wo sie laut der Regel sowohl kurz als auch lang gemessen werden kann (syllaba anceps).
Im Wort amare ist die erste Silbe kurz, weil der Vokal kurz ist und bis zum Vokal der nächsten Silbe nur ein Konsonant liegt. Die zweite Silbe ist lang, weil der Vokal lang ist.
Von den genannten Regeln gibt es folgende Ausnahmen:
1.)  Aspiration:
Der Buchstabe -h- gilt nicht als Konsonant im Sinne der Positionsregel, sondern als Aspirationszeichen. Im Spätlatein begegnen Ausnahmen.
2. Einzelbuchstaben als Doppelkonsonanten:
-x- und -z- gelten als Doppelkonsonanten (ks bzw. ds)
3.) Doppelbuchstaben als Einzelkonsonant:
-qu- (gesprochen kw) gilt im Allgemeinen als Einzelkonsonant (Ausnahmen bei Lukrez und im Spätlatein).
4.)  Muta cum Liquida: 
Die Verbindung aus einem Plosiv (b, p; c, k, qu, g; d, t) und einer Liquida (l, r; m; n), in den Senkungen der Verse meist auch die Verbindungen sc, sq, st, sp, su (u hier als Halbvokal wie bei suadere) sowie bei griechischen Fremdwörtern sm, x, z, ps, führt in der lateinischen Metrik nicht zur Bildung einer Positionslänge. Auch von dieser Ausnahmeregel gibt es jedoch Ausnahmen. Entscheidend ist neben der genauen Konsonantenkombination auch die Stellung der Muta cum Liquida. Wenn die Liquida ein -l- oder ein -r- ist (in der Griechischen Metrik auch eine der anderen Liquida, -m- oder -n-), kann je nach Bedarf die betroffene Silbe lang oder kurz gemessen werden.
Beispiel: In 

„ĕt prīmō sĭmĭlĭs vŏlŭcrī, mŏx vēră vŏlŭcrĭs (Ovid Met XIII, 607) – und zuerst einem Vogel ähnlich, bald ein echter Vogel“

 tritt sogar beides in einem Vers auf: Im Wort vŏlŭcrī wird keine Positionslänge nach dem -u- gebildet; es wird wie vŏ-lŭ-crī gesprochen, sodass die Silbe lŭ kurz ist, da sie mit einem Kurzvokal endet. Beim Wort vŏlŭcrĭs hingegen wird nach Auseinanderreißen der Muta cum liquida cr mittels der Sprechsilbentrennung vŏ-lŭc-rĭs Positionslänge gebildet. Die Silbe lŭc endet mit einem Konsonanten, ist damit geschlossen, also lang. Der genannte Vers metrisiert sich dann wie folgt:
| Silbengetrennter Vers: | ĕt | prī- | mō | sĭ- | mĭ- | lĭs | vŏ- | lŭ- | crī, | mŏx | vē- | ră | vŏ- | lŭc- | rĭs |
| Metrisierung:          | –  | –    | –  | υ   | υ   | –   | υ   | υ   | –    | –   | –   | υ  | υ   | –    | x   |

(Nach der so erfolgten Silbentrennung sieht man, dass eine Silbe genau dann kurz ist, wenn sie mit einem Kurzvokal endet.)
Bei zusammengesetzten Wörtern bildet auch Muta cum liquida stets Positionslänge, wenn die beiden Konsonanten verschiedenen Silben zugehören, weil dann der erste der beiden die Silbe schließt, z. B. sind in ob-lino, ab-rumpo die Vorsilben jeweils positionslang.
Eine Muta cum liquida über Wortgrenzen hinweg ermöglicht keine Vermeidung der Positionslänge, weil auch hier die Silbe durch Konsonant geschlossen wird. So ist z. B. bei et rege (Vergil, Aeneis I, 553) die Silbe et stets positionslang. Steht dagegen nach vokalisch auslautender kurzer Silbe Muta cum liquida am Beginn des folgenden Wortes, so entsteht in der Regel keine Positionslänge. Bestimmte Konsonantenkombinationen führen aber auch hier zur Längung (gn zwingend, tr, fr, br fallweise).

### Wortgrenzen unerheblich
Für die Länge oder Kürze einer Silbe im Vers sind in der Metrik die Wortgrenzen unerheblich. (Eine kleine Ausnahme bildet hier die Muta-cum-Liquida-Regel, die nicht über Wortgrenzen hinweg angewandt wird.) Eine Silbe ist also auch lang, wenn die zwei Konsonanten zwischen ihrem Vokal und dem Vokal der Folgesilbe hier und dort einer Wortgrenze liegen. Beispiel:
Im Vers: in nova fert animus mutatas dicere formas
sind die fett hervorgehobenen Sprechsilben lang, da – unabhängig von der Wortgrenze – zwei Konsonanten zwischen dem Vokal der einen und dem Vokal der nächsten Silbe liegen. Da in heutigen Sprachen das Rhythmusgefühl der quantifizierenden Metrik abhandengekommen ist, liest man den Hexameter gerne in der Weise, dass man die erste (stets lange) Silbe jedes seiner sechs Metren betont: ín nova fért animús mutátas dícere fórmas.

### Zum Verständnis langer und kurzer Silben
Ein Martinshorn tönt ta:-tü:-ta:-ta:, wobei hier der Doppelpunkt die Länge des Vokales andeutet. Weil diese Vokale alle lang sind, ist es klar, dass auch alle Silben lang sind. Lassen wir eine Uhr ticken: Sagen wir tik-tak-tik-tak, so geht das auch nicht so besonders schnell. Sagen wir aber ti-ke-ta-ke-ti-ke-ta-ke, so schaffen wir doppelt so viele Silben und brauchen kaum länger. Diese Silben sind eben kurz, weil sie sich schneller sprechen lassen, während die Silben tik und tak lang sind. Im Prinzip besteht eine kurze Silbe aus einem Konsonanten und einem Kurzvokal, mit dem sie endet. Lange Silben enden mit einem Langvokal oder mit einem Konsonanten.

### Lange und kurze Silben nach richtiger Silbentrennung über Wortgrenzen hinweg
Erst wenn die Trennung des ganzen Verses (nicht nur deren Wörter!) nach Sprechsilben richtig erfolgt ist (was man normalerweise gar nicht macht, jedoch beim Vers in obiger Tabelle geschehen ist), kann man auch folgende einfache Regel anwenden:
- Eine Silbe ist kurz, wenn sie mit einem Kurzvokal endet;
- ansonsten ist sie lang.

Die vorausgehende Sprechsilbentrennung überschreitet dabei nicht nur Wortteile, sondern ganze Wörter: Und zwar kommt zwischen den Vokalen immer genau ein Konsonant (zwei nur dann, wenn sie eine Muta mit einer Liquida l oder r bilden; selbst dann ist dies nicht immer erforderlich) zur nächsten Silbe, die mit diesem einen Konsonanten eröffnet. Eventuell noch vorhandene restliche Konsonanten schließen die vorausgehenden Silbe. Das Schließen der Silbe würde deren Längung verursachen.
So ergäbe z. B. der fünftletzte Vers (Vers 49) aus Ovids Dädalus und Ikarus, welcher heißt: at pater infelix, nec iam pater, Icare, dixit, (Aber der unglückliche Vater, schon nicht mehr Vater, sagte: Ikarus!) folgende Silbentrennung über die Wortgrenzen hinweg:
| Silbengetrennter Vers: | ăt | pă- | tĕ- | r īn- | fē- | līx, | nĕc | iăm | pă- | tĕ- | r, Ῑ- | că- | rĕ, | dīc- | sĭt, |
| Metrisierung:          | –  | υ   | υ   | –     | –   | –    | –   | –   | υ   | υ   | –     | υ   | υ   | –    | –    |

Auch das Komma oder gar ein Punkt hindert die Silbe nicht daran, sich über eine Wortgrenze zu erstrecken. Das r, Ῑ wird fast wie eine gewöhnliche Silbe ri mit langem i gesprochen; genau genommen sollte zwischen r und i noch leicht gehaucht werden. Die so erfolgte Silbentrennung lässt wieder erkennen, dass eine Silbe genau dann kurz ist, wenn sie mit einem Kurzvokal endet.

### „i“ als Konsonant im Silbenanlaut
Im Silbenanlaut zählt i als Konsonant („j“). iacere hat also 3 Silben, iunctum 2. Dies gilt auch für Komposita, bei denen das i des Simplex nicht mehr im Anlaut steht: coniungere hat demnach 4, nicht 5 Silben. Wenn aber nach dem Silbenanlaut i ein Konsonant folgt, wird i entweder wie ein Vokal, z. B. bei iter, oder wie die Konsonant-Vokal-Kombination ji gesprochen, z. B. bei conicere oder ictus gesprochen.

## Kürzungen
Ungeachtet der hier dargestellten Regeln können, besonders bei Werken von Plautus und Terenz bestimmte Silben als kurz gelesen werden, obgleich man sie normalerweise als lang lesen würde.

### Jambenkürzung
Bei zweisilbigen Wörtern oder bei zwei eng verbundenen einsilbigen Wörtern kann es vorkommen, dass ein Jambus „◡—“ zu „◡◡“ gekürzt wird. Das Wort amant könnte man also als zwei kurze Silben lesen, obwohl die zwei Konsonanten n und t die letzte Silbe längen. Im ersten Jahrhundert vor Christus ist die Jambenkürzung weitestgehend verschwunden und findet nur noch in wenigen, feststehenden Wörtern Anwendung (mihi, quasi, bene, male).
In der Literatur wird dieses Phänomen manchmal auch correptio iambica oder brevis brevians genannt.

### Weitere Kürzungen
Die vorher dargestellte Jambenkürzung kann auch auf mehrsilbige Wörter angewandt werden. Sie findet auch am Ende von kretischen „—◡—“ wie crederent und päonischen Wörtern „——◡—“ wie sequemini statt, nicht aber bei anapästischen „——◡“ und chorjambischen „—◡◡—“ Wörtern.

### Verhältnis zur Alltagssprache
Es ist umstritten, ob solche Kürzungen der Alltagssprache entstammen oder Teil der dichterischen Freiheit darstellen. Maurizio Bettini vertritt die Ansicht, dass die Kürzung bestimmter Wörter wie ego oder ibi in der Alltagssprache stattgefunden hätten, aber Kürzungen bei längeren Wörtern wie voluptātem (statt volūptātem), die man in der späteren Poesie nicht mehr findet, nicht der Aussprache des Lateinischen entsprechen. Sandro Boldrini weist hingegen darauf hin, dass noch zu Ciceros Zeiten Stücke von Plautus und Terenz aufgeführt wurden. Da das Publikum sehr empfindlich auf falsche Quantitäten reagieren konnte, müsste den Römern noch im ersten Jahrhundert vor Christus die Jambenkürzung nicht unnatürlich vorgekommen sein.

## Betonungsregeln
- Zweisilbige Wörter werden grundsätzlich auf der ersten Silbe betont.
- Drei- und mehrsilbige Wörter werden grundsätzlich auf der vorletzten Silbe (der Paenultima) betont, wenn diese lang ist, und auf der vorvorletzten Silbe (der Antepaenultima), wenn die vorletzte Silbe kurz ist.
- Die Ausnahmen zu diesen Regeln fasst Ralf Schuricht[6] wie folgt zusammen: „Wird ein (immer!) einsilbiges Enklitikum, also ein Wort ohne eigene Betonung wie -que, -ve oder -ne an ein anderes (freies, also eine eigene Betonung aufweisendes) Wort angehängt, wandert dessen Betonung auf die letzte Silbe vor dem Enklitikum, auch wenn diese Silbe kurz ist: z. B. domináque, omniáque. Einige Wörter haben auch nach dem Abschleifen ihrer Endsilbe ihre ursprüngliche Betonung behalten. Auf der Endsilbe betont werden daher z. B. illīc (aus illīce) oder viden (aus vidēsne).“

Beispiele:
- néfās, obwohl die erste Silbe kurz, die zweite wegen des langen -a- sogar naturlang ist; jedes zweisilbige Wort wird eben auf der ersten Silbe betont;
- volúbĭlis, da die vorletzte Silbe kurz ist; auf den kurzen Vokal -i- folgt nur der eine Konsonant -l-;
- oratóre, da die vorletzte Silbe lang ist; sie ist wegen des langen -o- naturlang: oratōre;
- cupiénda, da die vorletzte Silbe lang, und zwar positionslang ist; auf das kurze -e- folgen nämlich zwei Konsonanten: nd;
- célĕbro, da br eine Muta-cum-Liquida-Verbindung mit -l- oder -r- als Liquida ist und solche Verbindungen in der Prosodie stets wie ein einziger Konsonant behandelt werden, weswegen die vorletzte Silbe lĕ keine Positionslänge bildet und wegen des kurzen -e- auch nicht naturlang ist;
- regéque (rege ist der Imperativ von regere, falls das erste -e- kurz ist und der Ablativ von rex, falls das erste -e- lang ist); betont wird regéque aber auf der zweiten Silbe mit kurzem -e-, da ein im Sinne von et angehängtes -que die Betonung immer auf die vorletzte Silbe, also die Silbe vor dem que zieht, auch dann, wenn diese, wie hier der Fall, kurz ist.
- vidén; es gehört zu denjenigen Wörtern, bei denen sich nach der Abschleifung (aus vidésne) der Ton nicht verschoben hat.

Diese Wortbetonungen werden eigentlich auch in der Poesie beibehalten. Da aber modernen Sprachen das Rhythmus-Gefühl für kurze und lange Silben abhandengekommen ist, wird dies beim Lesen quantitierender Poesie, deren Metrik nicht nach betonten und unbetonten, sondern, wie in der Antike üblich, nach langen und kurzen Silben unterscheidet, gern durch das Betonen bestimmter langer Silben im Vers ersetzt; auf diese Weise spürt man den an sich quantitierenden Rhythmus in der gewohnten akzentuierenden Rhythmik. Dabei setzt man sich aber über die natürliche Betonung hinweg.

## Elisionsregeln
Die Elisionsregeln beziehen sich auf das Weglassen von Vokalendungen oder Endungen -am, -em, -im, -om und -um in der Aussprache.

### Elisionsregel 1
Treffen zwei Vokale über eine Wortgrenze aufeinander (endet also das erste Wort mit einem Vokal, während das zweite mit einem Vokal anfängt), so wird der auslautende Vokal verschluckt (elidiert) und gilt für die metrische Zählung nicht: primaqu(e) ab origine mundi enthält demnach nur 9 Silben.

### Elisionsregel 2
Endet ein Wort auf -am, -em, -im, -om, -um, während das nächste Wort mit Vokal anlautet, so wird -am, -em, -im, -om, -um elidiert. Dies hängt mit der Aussprache des Lateinischen zusammen; Folgen aus Vokal und m wurden nasaliert gesprochen, das m hat den Hang, elidiert zu werden. Beispiel (Vergil, Aeneis I, 88–89):
Eripiunt subito nubes caelumque diemque
Teucrorum ex oculis; ponto nox incubat atra.
lies: teúcror’ éx oculís
(„Da nehmen Wolken plötzlich Tag und Himmel fort aus den Blicken der Teukrer; auf dem Meer liegt eine schwarze Nacht.“)
Ein lateinisches Wort kann auch auf -om (statt -um) enden. Beispiel:
Bei divom incedo in Aeneis I, 46 elidiert die Endung -om.

### Elisionsregel 3
h ist stumm und zählt nicht als Konsonant. Deswegen treten bei anlautendem h- dieselben Elisionsphänomene auf wie bei vokalisch anlautenden Wörtern. Beispiel (Aeneis I, 97–101):
„… Mene Iliacis occumbere campis
non potuisse, tuaque animam hanc effundere dextra,
saevus ubi Aeacidae telo iacet Hector, ubi ingens
Sarpedon, ubi tot Simois correpta sub undis
scuta virum galeasque et fortia corpora volvit?“
lies: nón potuísse tuáqu’ anim’ ánc effúndere déxtra
(„… konnte ich denn nicht auf den Schlachtfeldern Ilions fallen, meine Seele durch deine rechte Hand verströmen, wo der wilde Hector, getötet vom Geschoss des Äakiden, liegt, und der ungeheure Sarpedon, und der Simois die entrissenen Schilde und Helme und die tapferen Körper so vieler Männer unter den Wogen dahinwälzt?“)

### Elisionsregel 4 (Aphärese)
Das e- von est und es wird elidiert, wenn das vorangehende Wort auf Vokal oder -am, -em, -im -um endet. Dies wird als Aphärese bezeichnet und dreht die sonst geltende Elisionsregeln gleichsam um: Es wird nicht der letzte Vokal des ersten, sondern der erste des zweiten Wortes ausgelassen.
laudandum est spricht man demnach wie laudandumst, laudata est wie laudatast und zählt somit nur noch drei statt vier Silben. Beispiel (Aeneis, I, 385–386).
… Nec plura querentem
passa Venus medio sic interfata dolore est
Lies: pás|sa| Ve|nús| me|di|ó| sic| ín|ter|fá|ta| do|ló|rest. (lange Silben dick)
…
(… Venus ließ ihn nicht weiter klagen und unterbrach ihn mitten in seiner Schmerzensrede folgendermaßen: …)

### Elisionsregel 5 (Verzicht auf die Elision)
Auf eine Elision muss verzichtet werden, wenn dadurch der Vokal eines Ausrufes wie z. B. „o“, „vae“ oder „heu“ elidiert würde. Ausrufe behalten ihre Vokale stets bei.

### Graphische Darstellung
Verschiedene Möglichkeiten, eine metrische Analyse graphisch online zu erstellen und in einem Textprogramm auszudrücken, finden sich auf der Website Römische Metrik – Einführung in die Grundlagen.